# Tomas Pereira
Sancho Pereira (Vila Nova de Famalicão, 1º novembre 1645 – Pechino, 24 dicembre 1708) è stato un presbitero, missionario e musicista portoghese.

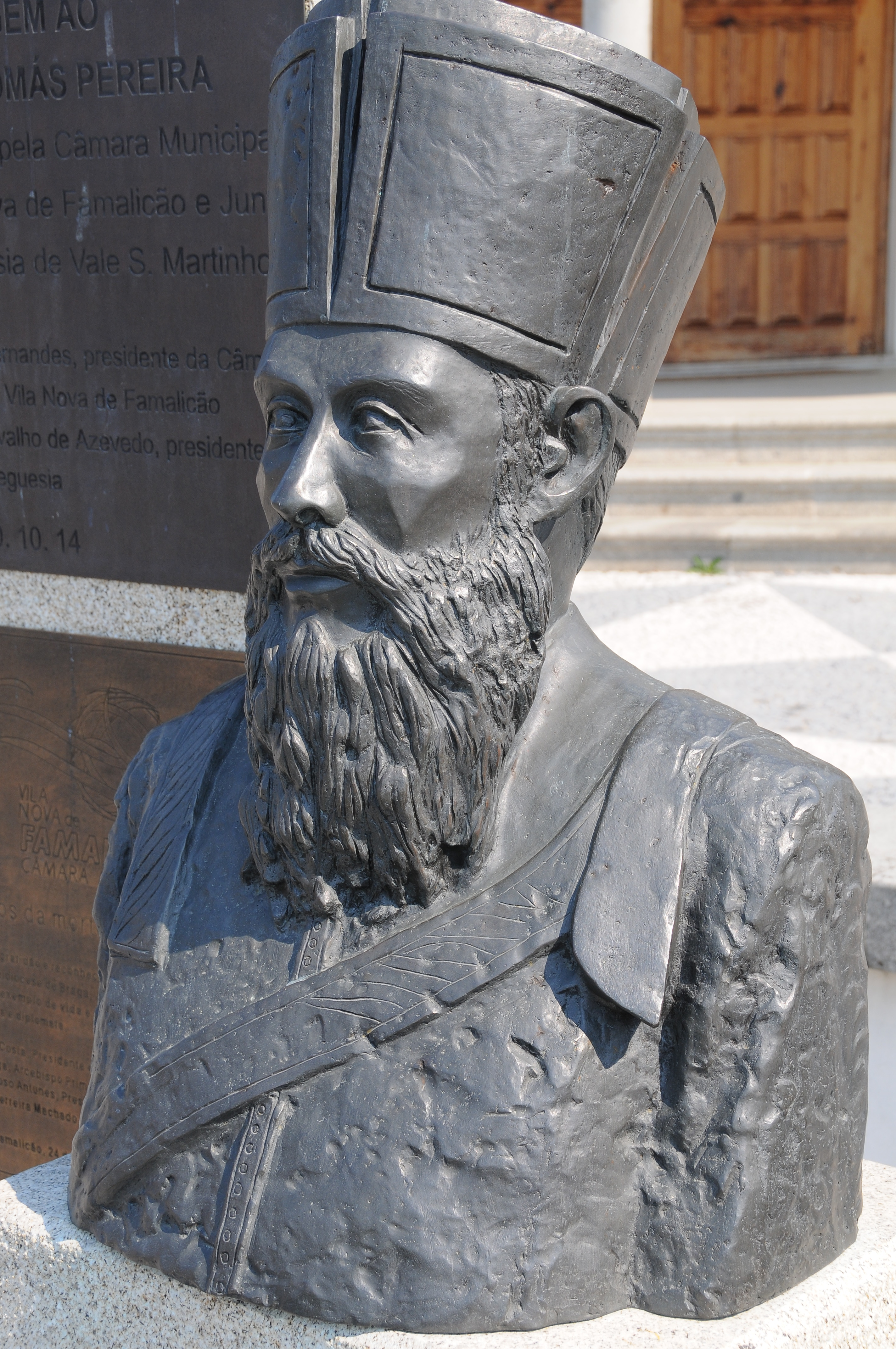

Conosciuto anche con il nome Tomás o Tomé, nacque in Portogallo a São Martinho do Vale (territorio di Vila Nova de Famalicão), e divenne Gesuita.
Partito missionario in Cina, dopo la morte di Ferdinand Verbiest divenne Superiore dei gesuiti di Pechino.
Nel 1689 fu inviato dall'Imperatore Kangxi, insieme al gesuita francese Jean-François Gerbillon, come interprete nei negoziati in corso tra Cina e Russia a Nerchinsk: i negoziati si conclusero con la stipula del trattato di Nerchinsk.
In segno di gratitudine per questo ed altri favori fattigli dai gesuiti di corte l'Imperatore emanò nel 1692 il famoso "Editto di Tolleranza" verso la religione cattolica.
Pereira fu acceso protagonista della controversia contro i Gesuiti francesi, arrivati in Cina nel 1688, ed in seguito oppositore della Legazione papale del Patriarca Carlo Tommaso Maillard de Tournon. Fu anche musicista presso la Corte di Kangxi, per il quale iniziò la redazione del Lulu ZuanYao, poi confluito nel LülüZhengyi-Xubian, grazie al lavoro portato a termine, dopo la sua morte, dal missionario italiano Teodorico Pedrini: il Lülü (1714) fu il primo trattato di musica occidentale scritto in Cina, incluso successivamente del Siku Quanshu.